# Soupiska české fotbalové reprezentace do 20 let – 2009
Česká fotbalová reprezentace do 20 let skončila na Mistrovství světa ve fotbale hráčů do 20 let 2009 v Egyptě v osmifinále, když v boji o postup do dalších bojů byla vyřazena Maďarskem na penalty 3:4 po předchozí remíze po prodloužení 2:2.
| Brankáři  | Tomáš Vaclík      | FC Vítkovice         |
|           | Jan Šebek         | Chelsea              |
|           | Jakub Jakubov     | Dukla Praha          |
| Obránci   | Jan Lecjaks       | FC Viktoria Plzeň    |
|           | Jan Hošek         | SK Slavia Praha      |
|           | Ondřej Mazuch     | ACF Fiorentina       |
|           | Ondřej Čelůstka   | SK Slavia Praha      |
|           | Jakub Heidenreich | SK Sigma Olomouc     |
|           | Radim Řezník      | FC Baník Ostrava     |
|           | Pavel Dreksa      | SK Sigma Olomouc     |
| Záložníci | Lukáš Vácha       | SK Slavia Praha      |
|           | Jan Morávek       | FC Schalke 04        |
|           | Lukáš Mareček     | FC Zbrojovka Brno    |
|           | Martin Zeman      | AC Sparta Praha      |
|           | Petr Wojnar       | FC Baník Ostrava     |
|           | Tomáš Fabián      | FK Mladá Boleslav    |
|           | Antonín Fantiš    | 1. FK Příbram        |
| Útočníci  | Jan Chramosta     | FK Mladá Boleslav    |
|           | Michael Rabušic   | FC Zbrojovka Brno    |
|           | Tomáš Pekhart     | Tottenham Hotspur FC |
|           | Jan Vošahlík      | FK Baumit Jablonec   |
| Trenér    | Jakub Dovalil     | Česko                |